# نجده انزور
نجده اسماعیل انزور (انگلیسی: Najdat Ismail Anzour؛ زادهٔ ۲۶ نوامبر ۱۹۵۴) کارگردان تلویزیونی و کارگردان فیلم اهل سوریه است.
از فیلم‌ها یا مجموعه‌های تلویزیونی که وی در آن‌ها نقش داشته است، می‌توان به قمر بنی‌هاشم و پادشاه شن‌ها اشاره نمود.